# Keresztesi Sámuel
Keresztesi/Keresztessy Sámuel (Tasnád, 1893. március 20. – Tasnád, 1974.) festő- és szobrászművész.

## Életpályája
A Magyar Képzőművészeti Főiskola hallgatója volt. 1920-ban a nagybányai szabadiskolában dolgozott. Az 1950-es évek elején rajztanárként tevékenykedett. 
Festett, intarzia készítéssel, fafaragással foglalkozott. Ikonosztázt készített a Budus-i, zilahi, marosvásárhelyi templomok és a mikulai kolostor számára.